# Bifusepta tehonii
Bifusepta tehonii är en svampart som beskrevs av Darker 1963. Bifusepta tehonii ingår i släktet Bifusepta och familjen Rhytismataceae.   Inga underarter finns listade i Catalogue of Life.